# Gerhard Domagk
Gerhard Johannes Paul Domagk , född i Lagow 30 oktober 1895, död i Königsfeld im Schwarzwald 24 april 1964, var en tysk nobelpristagare.

## Biografi
Gerhard Domagk arbetade vid Bayer AG. Han gjorde upptäckter kring den bakteriedödande verkan hos det första sulfapreparatet, Prontosil, som blev början till den kemoterapeutiska eran i behandlingen av infektionssjukdomar. Han gjorde senare banbrytande insatser för läkemedelsbehandling av tuberkulos samt inom cancerforskningen.
År 1939 erhöll han Nobelpriset i fysiologi eller medicin. Den nazistiska regimen i Tyskland tvingade honom emellertid att avböja priset. Han tilldelades dock 1947 till priset hörande diplom och medalj, men prissumman var då inte längre tillgänglig.
Han blev en utländsk ledamot av Royal Society 1959, hans biografi publicerades av Royal Society 1964.